# そよら湘南茅ヶ崎
そよら湘南茅ヶ崎（そよらしょうなんちがさき）は神奈川県茅ヶ崎市にある都市型ショッピングセンターである。

## 概要

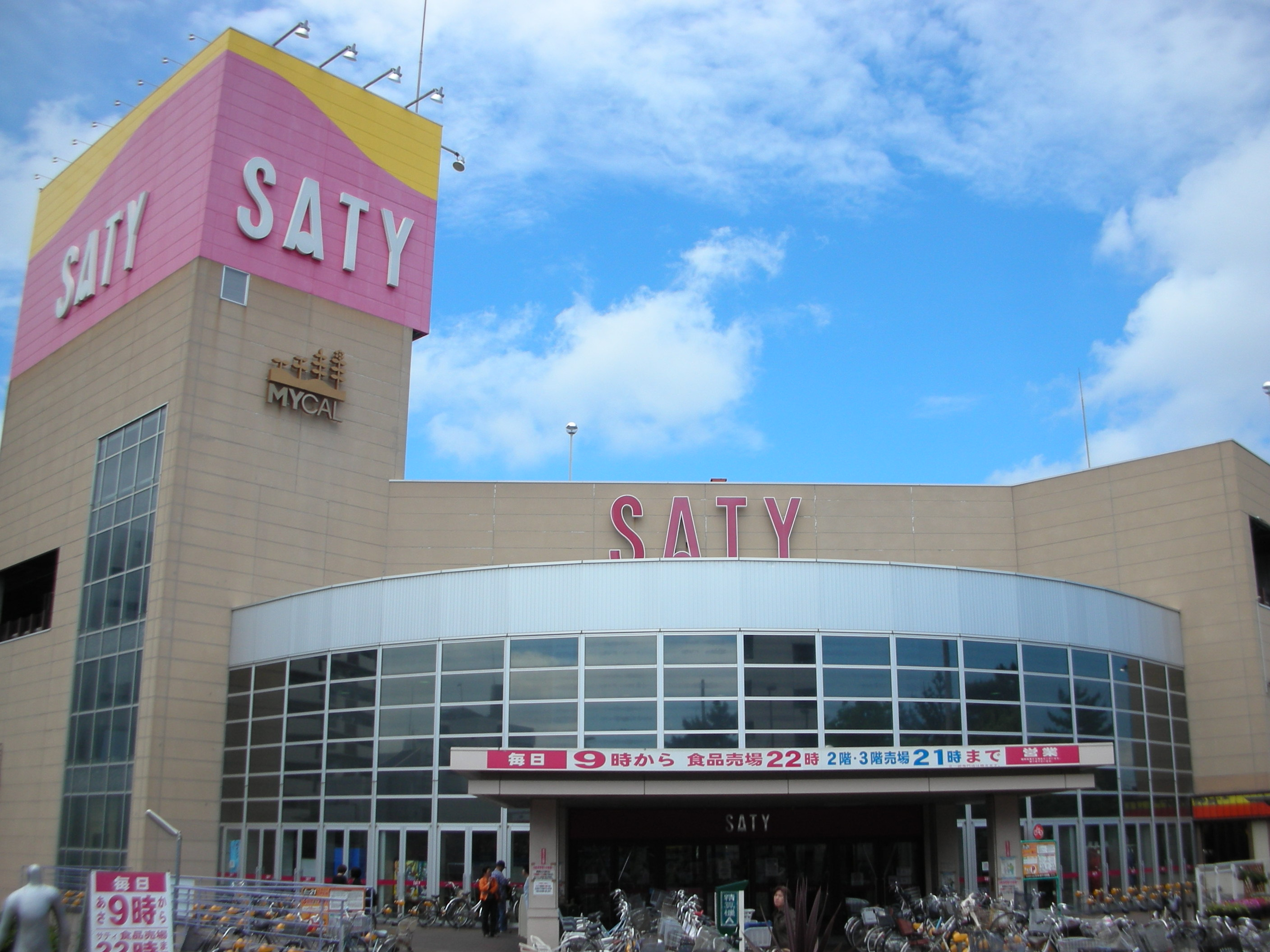
サティ時代の外観

茅ケ崎駅付近、国道1号沿いに所在する当施設の土地には、かつて日本精麦の工場があった。その跡地に、1995年（平成7年）3月1日に株式会社ニチイ（1996年よりマイカル）により「茅ヶ崎サティ」が開業した。
2011年（平成23年）3月1日、運営会社のマイカルがイオンリテールに吸収合併され、屋号がイオンへと統一されることに伴い、当店も「イオン茅ヶ崎店」と改称した。なお、マイカルとイオンリテールの統合に伴う「入社式」は当店で行われた。
2015年（平成27年）9月18日、改装の上イオンスタイルに業態転換し「イオンスタイル湘南茅ヶ崎」へ改称した。
2023年（令和5年）2月をもって衣料品売場・子供用品売場が閉鎖され、改装に着手。同年6月1日に「そよら湘南茅ヶ崎」へと更に業態転換した。「そよら」としては4館目であり、かつ関東地方においては初開業である。イオンスタイル湘南茅ヶ崎はそよらの核店舗として1階のみに縮小し、冷凍食品の品揃えの拡大や、レジゴーの導入など食品売場を重点的に改装を行った。薬局や日用品売場も改装を行い、ペット用品も充実された。
専門店では、「カインズ」と「ハンズ ビー」が同時出店したほか、大創産業も「ダイソー」・「Standard Products」・「THREEPPY」の3業態を同時に出店した。ノジマは店舗面積を2倍に拡大した。茅ヶ崎サティの開業当時から営業しているイオンシネマ（旧・ワーナー・マイカル・シネマズ）は引き続き入居しており、これにより「そよら」ブランドでは初めてシネマコンプレックス併設となる。また、館内には大型のデジタルサイネージが設置された。

### イオン茅ヶ崎中央店との関係
当施設から700mほど離れた場所にイオン茅ヶ崎中央店が所在する。イオン茅ヶ崎中央店は2000年（平成12年）10月24日に開業した元ジャスコの店舗であり、5階建てで1階から3階が商業施設、4階・5階と屋上が駐車場である。
イオン茅ヶ崎中央店は衣食住フルラインを取り揃える総合スーパー（GMS）として改装を行った。子供用品の売り場（キッズリパブリック）を拡張したほか、「赤ちゃん休憩室」の拡大や「タッチ&トライコーナー」の設置、子供向けスクールの入居など、キッズ関連の売場・設備を強化した。また、寝具売場の改装やリフォームコーナーの設置なども行った。
そよら湘南茅ヶ崎（イオンスタイル湘南茅ヶ崎）は食品や日用品に、イオン茅ヶ崎中央店は衣料品や子供用品にそれぞれ力を入れることで、両者の棲み分けを図っている。

## 沿革
- 1995年（平成7年）3月1日 - マイカル運営の「茅ヶ崎サティ」として開業[1]。
- 2011年（平成23年）3月1日 - GMS事業の再編に伴い、運営会社のマイカルがイオンリテールに吸収合併され「イオン茅ヶ崎店」に改称[5]。
- 2015年（平成27年）9月18日 - 「イオンスタイル湘南茅ヶ崎」に業態転換[6]。
- 2023年（令和5年）6月1日 - 「そよら湘南茅ヶ崎」に業態転換[2]。

## 主なテナント
- イオンスタイル湘南茅ヶ崎（1階、核店舗）
- カインズ・ハンズ ビー（2階）
- イオンシネマ（2階）
- ダイソー・Standard Products・THREEPPY（3階）
- ノジマ（3階）

詳細はショップリストを参照。
過去のテナント
- マクドナルド
- ミスタードーナツ
- ミカヅキモモコ
- セリア
- ユニクロ
- 福家書店

## フロア構成
| 店舗棟                                   |          | 立体駐車場棟   |
| ---------------------------------------- | -------- | -------------- |
| 屋上駐車場                               | 連絡通路 | 屋上駐車場     |
| 4階 立体駐車場                           | 連絡通路 | 6階 立体駐車場 |
| 4階 立体駐車場                           | 連絡通路 | 5階 立体駐車場 |
| 3階 専門店（ノジマ・ダイソーなど）       | 連絡通路 | 4階 立体駐車場 |
| 2階 専門店（カインズ・イオンシネマなど） | 連絡通路 | 3階 立体駐車場 |
| 2階 専門店（カインズ・イオンシネマなど） | 連絡通路 | 2階 立体駐車場 |
| 1階 イオンスタイル・専門店               | 連絡通路 | 1階 立体駐車場 |

エレベーターは店舗棟に2箇所、立体駐車場棟に1箇所設置されている。エスカレーターは本館に1箇所のみ設置されている。
土地の高低差がある関係で2階に出入口があることが特徴的である。
「そよら」ブランドの商業施設では芝生広場を設置する場合が多いが、当施設は既存店舗の改装によって開業したため、芝生広場の面積は狭い。